# Marc Torrejón
Marc Torrejón Moya (Barcellona, 18 febbraio 1986) è un ex calciatore spagnolo, di ruolo difensore.

## Carriera
Cresciuto nelle giovanili dell'Espanyol, all'età di 19 anni va in prestito a Malaga dove gioca molte partite nella seconda squadra. Quest'importante esperienza gli permette di mettersi in luce e, al ritorno all'Espanyol colleziona 71 partite nella Primera División e 10 nella Coppa Uefa.
Il 20 gennaio 2008 segna il suo primo gol da professionista, nella partita comunque persa per 2-1 in casa del Real Valladolid.
Nel luglio del 2009 firma un quadriennale con il Racing Santander.
Il 27 agosto 2012 viene annunciato il suo trasferimento alla compagine tedesca del Kaiserslautern.

## Palmarès

### Club

#### Competizioni nazionali
- 2. Fußball-Bundesliga: 1

Friburgo: 2015-2016